# روز اصلاح

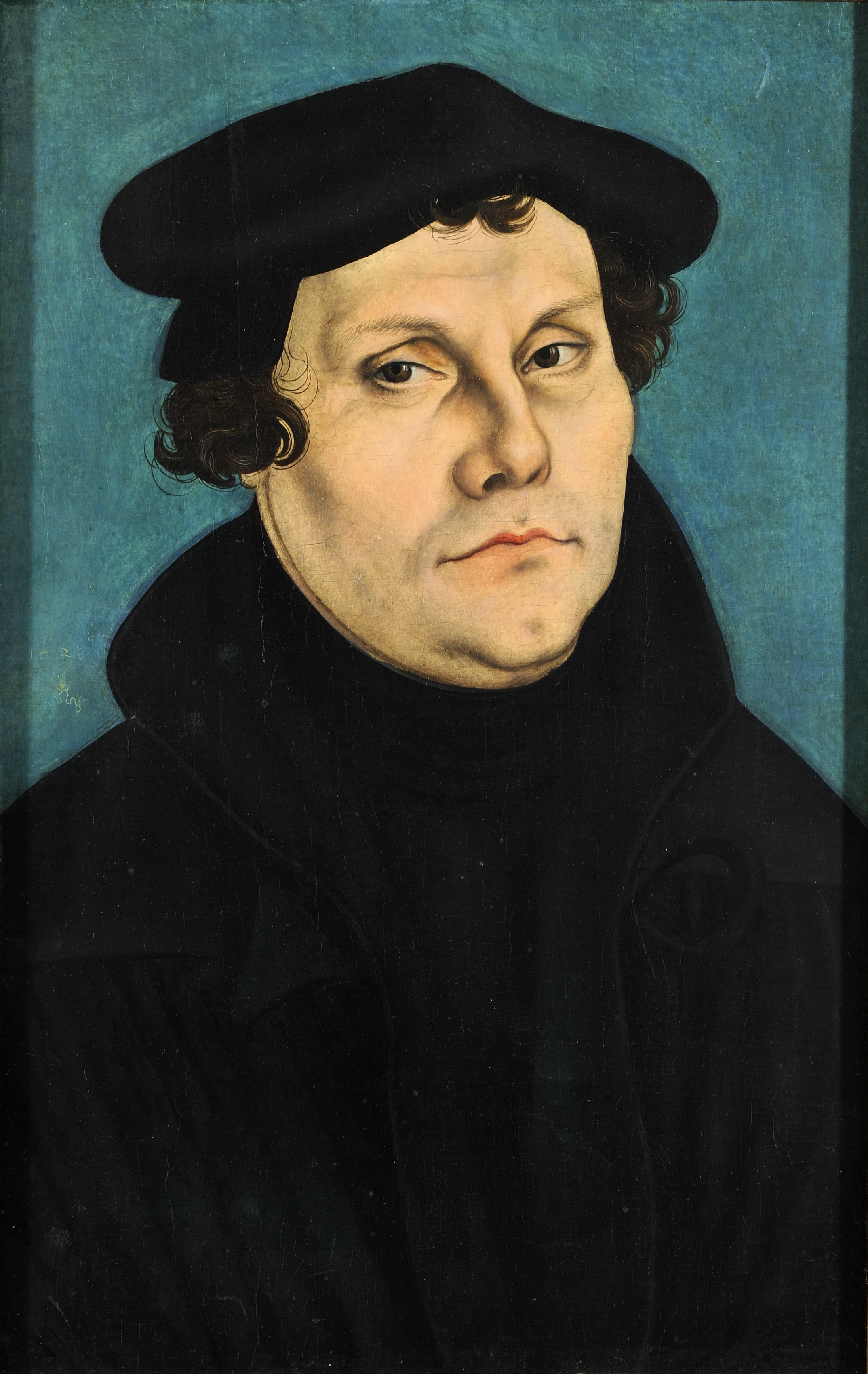
نقاشی مارتین لوتر توسط لوکاس کراناخ پدر.

روز اصلاح یک روز مقدس مذهبی در مسیحیت پروتستان است که در ۳۱ اکتبر, همراه با هالووین به یادمان اصلاحات پروتستانی جشن گرفته می‌شود.
به طور سنتی تصور بر این است که در ۳۱ اکتبر ۱۵۱۷، راهب آلمانی مارتین لوتر اعلامیه نود و پنج ماده‌ای مارتین لوتر در سردر کلیسای همه قدیسان در ویتنبرگ، امپراتوری مقدس روم کوبید.
این روز برای کلیساهای لوتریانیسم و کالوینیسم اهمیت زیادی دارد و در اکثر ایالت‌های آلمان تعطیل رسمی است.